# Piławka
Piławka – rzeka dorzecza Warty, prawy dopływ Dobrzycy, o długości ok. 15 km. 
Wypływa z jeziora Bytyń Mały w okolicach osady Pilów. Płynie na wschód, przepływa obok miejscowości Piława, gdzie również przecina drogę krajową nr 10. Dalej przepływa pod drogą wojewódzką nr 163. Na północ od Wałcza odbiera od południowego brzegu wody rzeki Żydówki. Następnie wpada do Dobrzycy.
W wyniku oceny stanu wód Piławki z 2010 r. wykonanej w punkcie przy moście drogi Kołatnik–Kłębowiec określono II klasę elementów biologicznych, elementy fizykochemiczne poniżej stanu dobrego oraz umiarkowany stan ekologiczny.
Do 1945 r. stosowano poprzednią nazwę niemiecką nazwę Pilow Fließ. W 1949 r. ustalono urzędowo polską nazwę Piławka.